# 东吴石塔
东吴石塔位于中国福建省莆田市秀屿区东埔镇梯吴村，明万历四十六年（1618年）始建，仿木楼阁式石塔，七层八角，通高21.54米，底层边长2.11米，以曲折梯道通上层外廊。底层门两旁雕刻武士像，每层各面设龛置佛；须弥座束腰浮雕鸟兽图案，各层塔门石额刻有“祝圣伟望”、“古刹嘉馨”、“海上鳌峰”和建塔纪年等。金鸡庙为附属文物。2009年11月16日公布为第七批福建省文物保护单位。